# Nomia felina
Nomia felina är en biart som beskrevs av Cockerell 1947. Nomia felina ingår i släktet Nomia och familjen vägbin. Inga underarter finns listade i Catalogue of Life.